# 윌리엄 밈즈
윌리엄 밈스(William Mims, 1927년 1월 15일 ~ 1991년 4월 9일)는 미국의 영화배우이다.
카시지에서 태어났다.

## 출연 작품
- 자니 총을 얻다 (1971년)
- 트레벌링 엑시큐셔너 (1970년)
- 케이블 호그의 발라드 (1970년)
- 페인트 유어 웨건 (1969년)
- 로니 브레이브 (1962년)
- 생츄어리 (1961년) - 리 역
- 와일드 인 더 컨트리 (1961년)
- 아이들의 시간 (1961년)

### 텔레비전
- 비버리 힐빌리즈 (1962년)
- 딜론 보안관 (1955년)
- 샤이안 (1955년)
- 남과 북 2 (1986년)
- 달리는 사이먼 (1981년)
- 뿌리 - 그 다음 세대 (1979년)
- 형사 Q (1976년)
- 미녀 삼총사 - TV 시리즈 (1976년)
- 경찰 초년병 (1972년)
- 보난자 (1959년)
- 서부의 파라딘 (1957년)